# Hansken (Elefant)

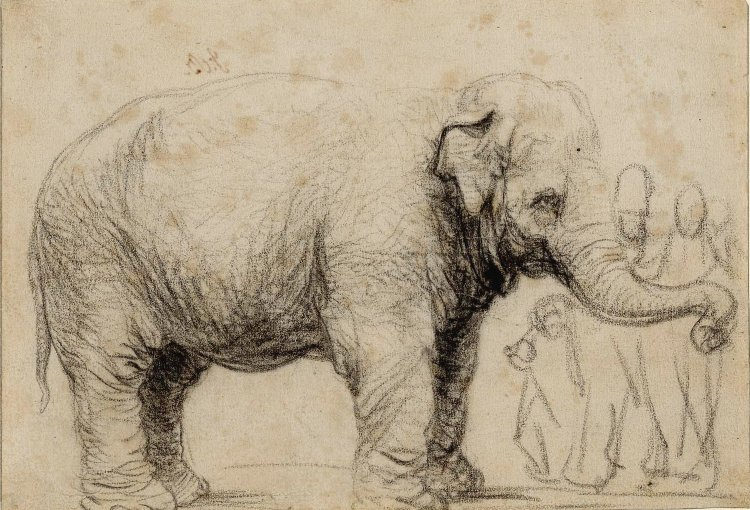
Hansken. Kreidezeichnung von Rembrandt van Rijn (1637)

Hansken (* 1630; † 1655) war eine Ceylon-Elefantenkuh, die als sogenannte „gelehrte“ Dame im 17. Jahrhundert in Europa herumgeführt wurde und ihre Kunststücke zeigte. Hansken starb wahrscheinlich am 9. November 1655 in Florenz.

## Herkunft und Leben

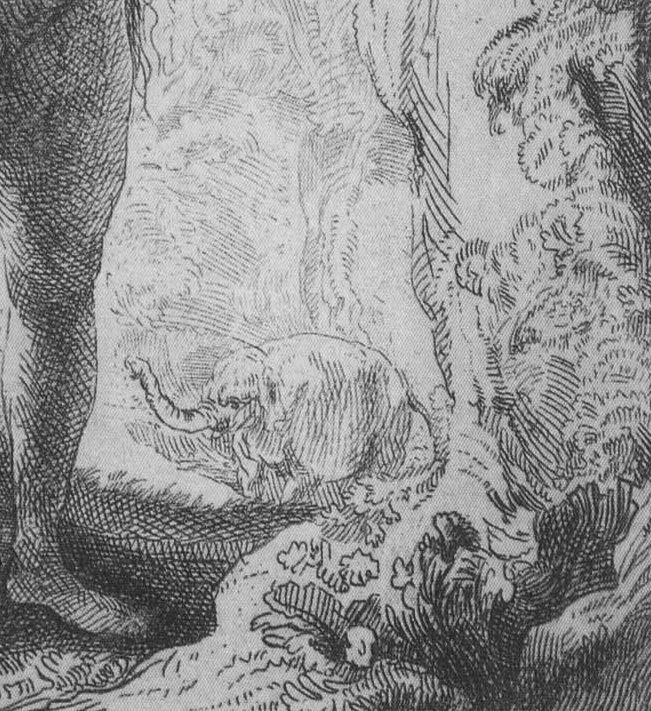
Rembrandt: Adam und Eva. Radierung (1638): Detail, mit Hansken im Hintergrund

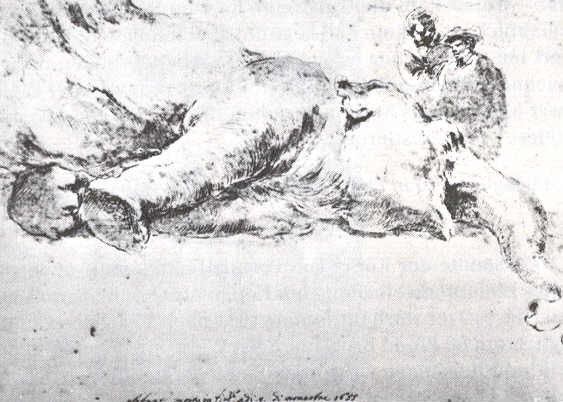
Stefano della Bella: Zeichnung 1655

Hansken wurde 1630 auf Ceylon geboren und von dort 1637 nach Holland gebracht; der Name wird als Diminutiv des Malayam-Wortes ana für Elefant (siehe hierzu auch den Artikel über den Elefanten Hanno) erklärt. Das Hänschen war aber wohl eine Elefantendame. Rembrandt van Rijn sah das Tier 1637 in Amsterdam und fertigte vier Kreidezeichnungen auf einem Blatt von ihm an, durch die Hansken in der Kunstgeschichte einging; sie begleitete 1638 im Hintergrund einer Radierung Rembrandts den biblischen Sündenfall.
Hansken wurde zunächst auf eine Tournee über holländische und deutsche Jahrmärkte geschickt; ihre Reise lässt sich anhand der Quellen nachvollziehen: Auftritte 1638 in Hamburg, 1639 in Treptow an der Rega, 1640 in Bremen, 1641 in Rotterdam, 1646 und 1647 in Frankfurt und 1650 in Lüneburg. Wenn womöglich auch bei der einen oder anderen Quelle Zweifel angemeldet werden können, dass es sich wirklich um Hansken gehandelt hat, so wird ihr Auftreten zwischen 1649 und 1651 in Sachsen als zweifelsfrei erachtet, in einer Chronik von 1714 wird der Auftritt eines Elefanten 1650 in Leipzig bezeugt.
Im Juli 1651 sei Hansken, so weitere Quellen, von Amsterdam über Bregenz und St. Gallen nach Zürich und Solothurn geführt worden; die Reise ging, so wird vermutet, weiter nach Rom, denn hier wird 1655 ein 25-jähriges Elefantenweibchen gemeldet. Ein römischer Beobachter vermerkt in seinem Tagebuch, dieses Weibchen sei trächtig gewesen; vermutet wird, dass es sich hierbei womöglich um einen Reklametrick ihres Besitzers gehandelt haben könnte, da keine Quelle die Begegnung mit einem hierfür erforderlichen Elefantenbullen erwähnt.
Eine Zeichnung des Florentiner Künstlers Stefano della Bella zeigt einen Elefantenkadaver mit kleinen Stoßzähnen; auf dem Blatt ist vermerkt: „elefante morto in Firenze adi 9 di novembre 1655“.

## Der gelehrte Elefant

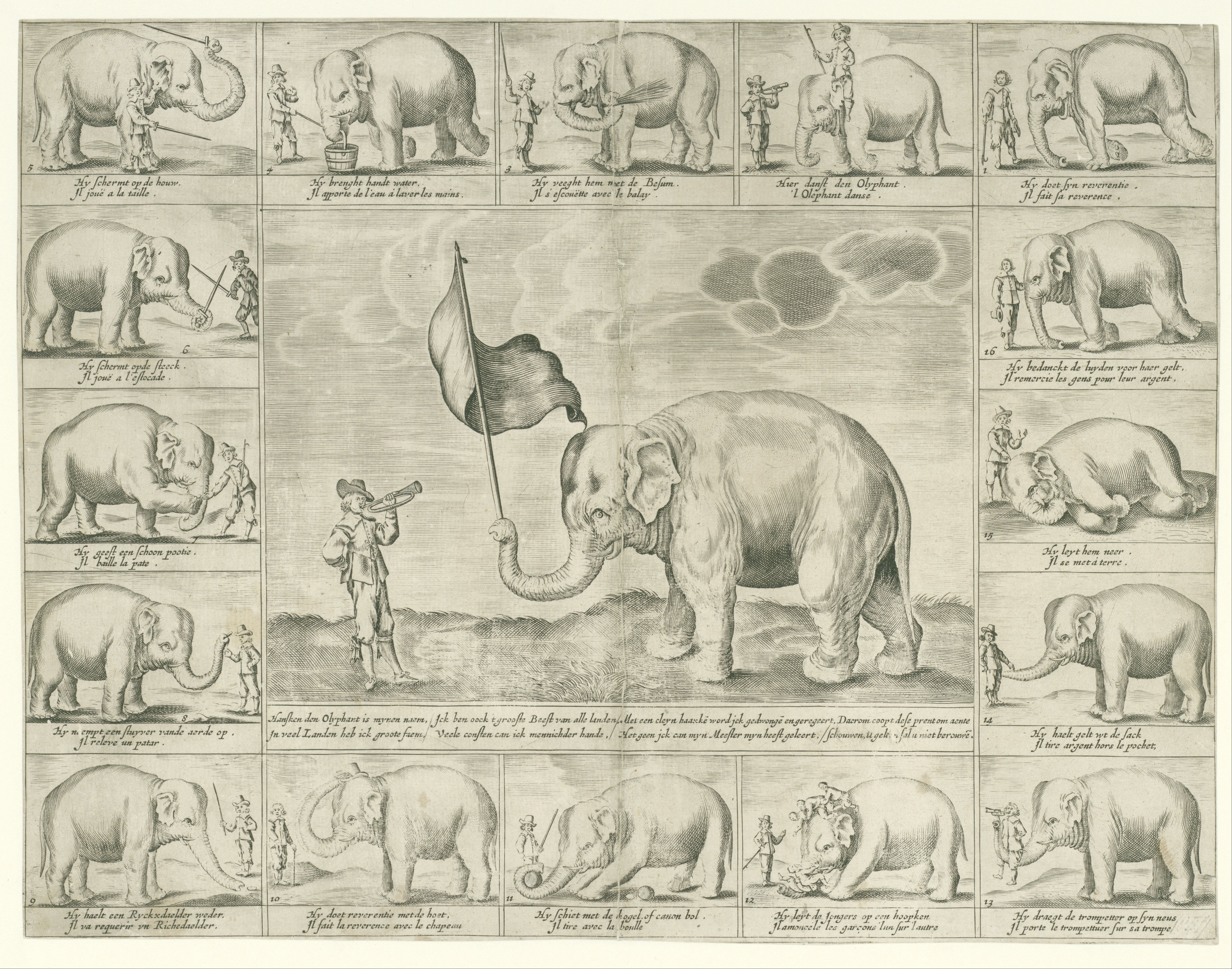
Anonymer Kupferstich, 1641, der Hanskens Können zeigt

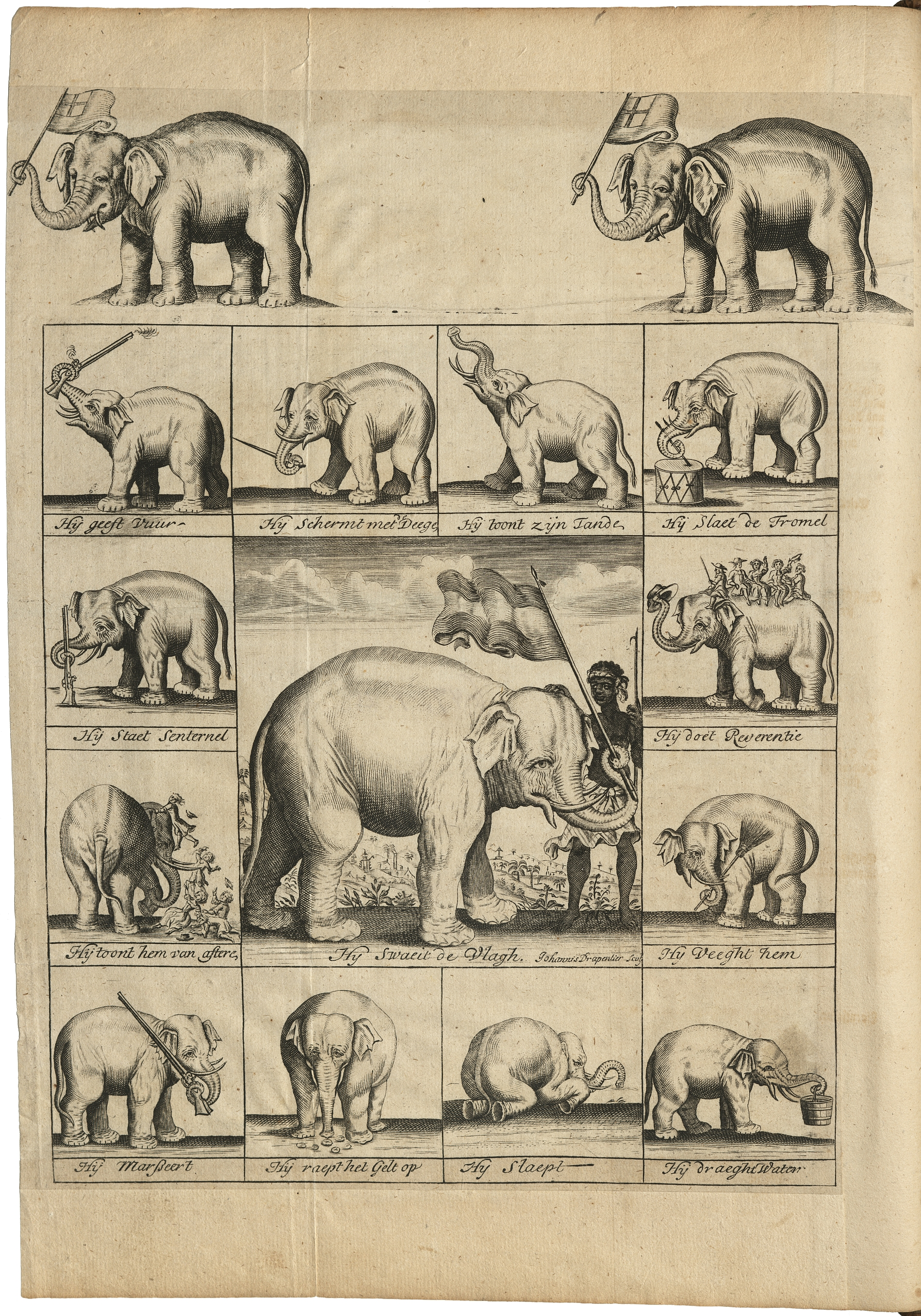
Niederländischer Anschlagzettel mit Kupferstichen von Jan Drapentier, 1650. Stadtgeschichtliches Museum Leipzig

Die Gelehrten des 17. Jahrhunderts ließen sich, folgt man den Quellen, zu durchaus fantastischen Annahmen über die Fähigkeiten des Elefanten hinreißen, womöglich wegen seines eindrucksvollen Formats. In der Antike, so war man überzeugt, habe man ihn für den „Liebling der Götter“ gehalten; Plinius war sich sicher gewesen, dass der Elefant des Schreibens griechischer Buchstaben kundig gemacht werden könne. Auch von furchtsamen Träumen war die Rede gewesen, ebenso von seiner „mildigkeit und sanftmütigkeit“; wer ihn reite, dem kehre es „den Magen umb, gleich als wenn man auff dem Meer fähret, so etwan ungestümb ist“.
Nie allerdings war, wie es scheint, bei den Gelehrten von den wirklichen Fähigkeiten dieser Geschöpfe die Rede, die diese im 17. Jahrhundert auf den Jahrmärkten zur Schau zu tragen wussten. In den Bildtafeln von Hansken kommt zum Ausdruck, dass die Dickhäuterdame die Fahne schwenkte und eine Pistole abfeuerte; sie konnte das Hütchen auf- und absetzen und, folgt man den zeitgenössischen Blättern, sogar mit einer gewissen Eleganz den Degen führen. In Frankfurt habe das Tier, so eine Quelle, auch zum Erstaunen und Vergnügen des Publikums die Trommel geschlagen, die Trompete geblasen und „seine gebührliche Reverenz mit einem Kratzfuß gemacht, gar höflich“.
Hanskens Erfolg basierte insbesondere auf ihrem Charme für die „oculi vulgi“, die – so Stephan Oettermann 1982 – „sprachlos gaffende Schaulust des Pöbels“. Für die Gelehrten indes setzte sich das Bild des Tiers „zusammen aus einem (für moderne Augen) heillosen Sammelsurium von gelehrten Ungereimtheiten. Nur ganz allmählich beginnt sich unter dem Wust von allegorischen Überhöhungen, Fabeln und Geschichten von wundernswürdigen Tugenden und Eigenschaften der Umriß des Elefanten abzuzeichnen, den wir heute kennen.“

## Rezeption
Hansken war nicht der erste Elefant, der über die Märkte Europas herumgeführt wurde. Zwischen 1629 und 1631 war ein Elefant zwischen Nürnberg und Rom aufgetreten, der als erster Jahrmarktselefant in Europa geführt wird und sowohl Caspar Horns Darstellung Elephas von 1629 inspirierte als auch Vorbild für Gian Lorenzo Berninis Obeliskenträger in Rom wurde.
Hanskens Auftritte wurden Anlass, die Ausführungen Caspar Horns über das Wesen des Elefanten erneut dem Publikum nahezubringen, so zum Beispiel in einer Schrift, die 1650 anlässlich der Elefantenschauen in Sachsen entstand. Die Quellen zu Hanskens Reise wurden 1982 in einer Studie über Die Schaulust am Elefanten. Eine Elephantographia Curiosa erstmals zusammengestellt.
Ein Forscherteam befand im Jahr 2013, dass es sich bei dem Elefantenskelett im Museum La Specola in Florenz um das Skelett von Hansken handele.